# リッツ兄弟
リッツ兄弟（リッツきょうだい、Ritz Brothers）は、アメリカ合衆国のコメディアンのグループである。アル（Al、1901年 - 1965年）、ジミー（Jimmy、1904年 - 1985年）、ハリー（Harry、1907年 - 1986年）の三兄弟からなり、1925年から1970年代後半にかけて、舞台、ナイトクラブ、映画などで幅広く活動した。リッツ兄弟は実際には四兄弟であり、一番下のジョージ(George)はマネージャーを務めた。

## 若年期
リッツ兄弟はニュージャージー州ニューアークで、オーストリア出身ユダヤ人の小間物商、マックス・ジョアキム(Max Joachim)とその妻ポーリーン(Pauline)の間に生まれた。四兄弟のほかにガートルード(Gertrude)という姉妹もいた。
ジョー・フランクリンのインタビューでハリーが語った所によれば、本名の姓はジョアキム（"joe-ACK-him"と発音）であり、ヴォードヴィルのダンサーだった長男のアルが、クリーニング業者のトラックに書かれていた"Ritz"という名前を芸名にしたという。次男・三男のジミーとハリーも芸能界に入り、3人でグループを結成した。3人はダンスの精度を高め、コメディのネタを増やしていった。1930年代初頭までには、リッツ兄弟はヴォードヴィルの舞台の花形スターとなっていた。

## 映画界でのキャリア
1934年、短編映画を製作していたエデュケーショナル・ピクチャーズはリッツ兄弟と、ニューヨークで2リールの短編映画を6本製作する契約を結んだ。第1作の"Hotel Anchovy"が大ヒットし、配給元の20世紀フォックスは、エデュケーショナルとの契約を破棄させてハリウッドで撮影する長編ミュージカル映画にリッツ兄弟を出演させることにした。1935年から1937年にかけて、リッツ兄弟は"Sing, Baby, Sing"、"One in a Million"、アーヴィング・バーリンのミュージカル"On the Avenue"（邦題『陽気な街』）などのミュージカル映画に出演した。1937年、フォックスは、リッツ兄弟を主役にした"Life Begins in College"（邦題『大学3人男』）を製作し、以降、兄弟を主役にした映画がシリーズ化した。
リッツ兄弟は多くのファンを獲得した。同時期に活動していたマルクス兄弟と比較されることもあったが、4人が対照的なキャラクターを演じるマルクス兄弟とは異なり、リッツ兄弟は3人とも同じような役柄を演じていたため、観客は見分けがつかなかった。彼らはコメディの中で歌や踊りを披露し、有名人（テッド・ルイス、ピーター・ローレ、トニー・マーティン、アリス・フェイ、キャサリン・ヘプバーンなど）の物真似をよくしていた。様々な著名人が登場するディズニーの1939年のアニメ映画『ドナルドのサインマニア』にもリッツ兄弟が登場している。サミュエル・ゴールドウィンもリッツ兄弟の才能に着目し、テクニカラーによるミュージカル映画『華麗なるミュージカル』に、腹話術師エドガー・バーゲンなどの当時の大物俳優たちとともにリッツ兄弟を出演させた。この時期で最もヒットした作品は、ドン・アメチーと共演した1939年の『三銃士』である。
フォックスの製作主任のダリル・F・ザナックは、ハリーが主役であり、アルとジミーは「余計なお荷物」だと考えていた。ザナックは台本に「ハリーの役柄や台詞を作り上げるべき」というメモを残している。ザナックはハリーに対し、他の2人を追い出しさえすればビッグスターになることができるとまで言っていたが、ハリーはすぐにその話を切り上げ、他の2人を分けることはないと言った。ザナックはリッツ兄弟を主役とするシリーズを打ち切り、ラルフ・スペンスの戯曲"The Gorilla"の映画化作品にリッツ兄弟を出演させることにした。この作品はB級映画であり、兄弟は出演を嫌がった。この作品の後も、ザナックはリッツ兄弟を、更にB級映画である"Pack Up Your Troubles"（1939年、ジェーン・ウィザースと共演）に出演させた末、低予算映画を製作するリパブリック・ピクチャーズに兄弟を貸し出す手配をした。リッツ兄弟はこれを断り、1939年末に20世紀フォックスを退社した。
1940年にユニバーサル・ピクチャーズに移籍した。そこでミュージカル映画"The Boys from Syracuse"（1940年）に出演する予定だったが、それを外され、ユニバーサルでもB級映画に配役された。リッツ兄弟は、1943年の"Never a Dull Moment"への出演を最後にハリウッドを去った。

## ナイトクラブとテレビ
映画界を去った後は、ナイトクラブでの活動や個別での出演のみとなった。1950年代には、全米ネットのテレビ番組にゲスト出演するようになった。1952年に生放送されたコメディ番組"All Star Revue"で、リッツ兄弟の人気が再燃した。1958年、スケッチ・コメディを収録したLPレコード"Hilarity in Hollywood"にハリーも参加した。
ニューオーリンズのホテルでのショーの出演期間中の1965年12月22日、アルが心臓発作で急死した。いつも3人で活動していたため、残された2人は大きなショックを受けたものの、リッツ兄弟としての活動は続け、2人で映画にも出演した。1975年の"Blazing Stewardesses"は、当初は三ばか大将が出演予定だったが、モー・ハワードの体調悪化のために降板し、その代役としてリッツ兄弟がキャスティングされた。1976年の『名犬ウォン・トン・トン』にも出演したが、これがリッツ兄弟としての最後の映画出演となった。ハリーとジミーは、ABCテレビのゲーム番組"Can You Top This?"に準レギュラーとして出演した。また、PBSのディック・キャヴェットのトーク番組にゲスト出演した。
1979年、テレビプロデューサーのゲイリー・マーシャルは、イギリスのシットコム番組"Are You Being Served?"のアメリカ版の製作の準備を始めた。イギリス版は、ハロルド・ベネット演じるミスター・グレースが経営する老舗デパートが舞台となっていた。アメリカ版は"Beane's of Boston"と改題され、ミスター・グレースに相当するミスター・ビーンをハリーが演じた。
晩年のハリーはアルツハイマー病に悩まされた。1985年11月17日にジミーが心臓病で死去したが、ハリーは知らせられなかった。ハリーはその5か月後の1986年3月29日に死去した。兄弟はハリウッドにあるハリウッド墓地（現 ハリウッド・フォーエバー墓地）に埋葬された。

## 評価
リッツ兄弟の影響は、映画に出演していた期間よりも長かったナイトクラブでの活動の方が大きかった。彼らはダニー・ケイ、ジェリー・ルイス、シド・シーザーなどの俳優にも影響を与えた。メル・ブルックスは1976年の映画『メル・ブルックスのサイレント・ムービー』に、リッツ兄弟に敬意を表してハリーをカメオ出演させた。これがハリーの最後の映画出演となった。
コラムニストのハリー・スタインは1987年の『エスクァイア』誌の記事で、多くのコメディアンがハリー・リッツの影響を受け、そのネタの一部を借用していると論じている。コメディアンのジョージ・カーリンは『プレイボーイ』誌のインタビューで、ハリー・リッツは「全世代のコメディアンの身振りを発明した」と述べている。『ザ・シンプソンズ』、『マッシュ』などのテレビ番組や『プリティ・ウーマン』、『ミスター・サタデー・ナイト』などの映画でリッツ兄弟に言及されている。
コメディアンのジャン・マーレイ、レッド・バトンズ、ミルトン・バール、フィリス・ディラーによるキャンペーンを受けて、1987年、ハリウッド・ウォーク・オブ・フェームのハリウッド・ブールバード6756番地にリッツ兄弟の星が設置された。
ドイツ系ユダヤ人の詩人エルゼ・ラスカー＝シューラーはリッツ兄弟のことを気に入っており、最後の戯曲"Ich und Ich"にはリッツ兄弟が登場する。
ノーマン・リアは、「ハリー・リッツは、コメディの中でもそれ以外でも、私が会ったことのあるどの人間よりも面白かった。彼は輝かしい舞台装置の中の宝石であり、彼の兄弟はその舞台装置だった」と述べている。

## フィルモグラフィ
| 年   | 作品名                                                          | 備考                             |
| ---- | --------------------------------------------------------------- | -------------------------------- |
| 1934 | Hotel Anchovy                                                   | 短編                             |
| 1936 | Sing, Baby, Sing                                                |                                  |
| 1937 | Cinema Circus                                                   | 短編、カメオ出演                 |
| 1937 | 銀盤の女王 One in a Million                                     |                                  |
| 1937 | 陽気な街 On the Avenue                                          | 別邦題『つねって頂戴』           |
| 1937 | You Can't Have Everything                                       |                                  |
| 1937 | 大学3人男 Life Begins in College                                |                                  |
| 1937 | Ali Baba Goes to Town                                           | カメオ出演                       |
| 1938 | 華麗なるミュージカル The Goldwyn Follies                        |                                  |
| 1938 | Kentucky Moonshine                                              |                                  |
| 1938 | Straight, Place and Show                                        |                                  |
| 1939 | 三銃士 The Three Musketeers                                     |                                  |
| 1939 | ゴリラの脅迫状 The Gorilla                                      |                                  |
| 1939 | Pack Up Your Troubles                                           | ジェーン・ウィザースと共演       |
| 1940 | Argentine Nights                                                | アンドリューズ・シスターズと共演 |
| 1942 | Behind the Eight Ball                                           |                                  |
| 1943 | Hi'ya, Chum                                                     |                                  |
| 1943 | Show-Business at War                                            | 短編                             |
| 1943 | Never a Dull Moment                                             |                                  |
| 1956 | Brooklyn Goes to Las Vegas                                      | 短編                             |
| 1975 | Blazing Stewardesses                                            | ハリーとジミーのみ出演           |
| 1976 | 名犬ウォン・トン・トン Won Ton Ton, the Dog Who Saved Hollywood | ハリーとジミーのみ出演           |
| 1976 | メル・ブルックスのサイレント・ムービー Silent Movie             | ハリーのみ出演                   |